# Marc III d'Alexandria
Marc III d'Alexandria va ser patriarca Ortodox d'Alexandria de l'any 1180 al 1209.
El seu patriarcat el va marcar una gran fam que es va produir a Egipte a causa de que les aigües del Nil no van pujar de nivell. A la seva època hi havia molts cristians llatins a Egipte, entre comerciants, sacerdots i presoners retinguts pels musulmans, i Marc III els va acceptar a l'Església Ortodoxa. L'any 1190 va fer 66 preguntes al patriarca d'Antioquia Teodor Balsamó (1186-1203), exiliat a Constantinoble, sobre diversos temes, entre altres si havia de seguir admetent els llatins a l'Església Ortodoxa. Balsamó s'hi va oposar però Marc II va continuar acceptant els llatins i invocant al Papa de Roma a les oracions.